# Dumpa honom!
Dumpa honom! (engelska: He's Just Not That Into You) är en amerikansk/tysk/nederländsk romantisk komedifilm från 2009 med Ginnifer Goodwin, Jennifer Aniston, Ben Affleck, Drew Barrymore och Jennifer Connelly i de bärande rollerna.

## Handling
Gigi (Ginnifer Goodwin) föreställer sig att hon aldrig blir tillräckligt uppmärksammad av män och vill därför göra något åt saken; hon hjälper frenetiskt till att assistera Alex (Justin Long) på hans krog och tror att han blivit kär i henne när han visar sin uppskattning. 
Det gifta paret Janine (Jennifer Connelly) och Ben (Bradley Cooper) går igenom en tuff period, vilket gör att Ben börjar flirta med sångerskan Anna (Scarlett Johansson), som i sin tur dejtar Connor (Kevin Connolly).
Neil (Ben Affleck) och Beth (Jennifer Aniston) har varit tillsammans i flera år, men gör slut då Beth vill gifta sig, men det vill inte Neil.

## Om filmen
Dumpa honom! regisserades av Ken Kwapis. Filmen är baserad på boken Dumpa honom! : han vill faktiskt inte ha dig av Greg Behrendt och Liz Tuccillo. Filmen producerades av New Line Cinema och Flower Films; det senare bolaget ägt av Drew Barrymore, som också står som exekutiv producent.

## Rollista (urval)
| Jennifer Aniston   | – Beth                               |
| Ben Affleck        | – Neil                               |
| Drew Barrymore     | – Mary                               |
| Ginnifer Goodwin   | – Gigi                               |
| Jennifer Connelly  | – Janine                             |
| Scarlett Johansson | – Anna                               |
| Justin Long        | – Alex                               |
| Bradley Cooper     | – Ben                                |
| Kevin Connolly     | – Connor                             |
| Leonardo Nam       | – Joshua                             |
| Kris Kristofferson | – Beths pappa                        |
| Wilson Cruz        | – Nathan                             |
| Morgan Lily        | – gråtande flicka i parken/unga Gigi |
| Busy Philipps      | – Kelli Ann                          |
| Peter O'Meara      | – Bill                               |